# Zygote body
« Zygote Body », autrefois nommé « Google Body », est une application informatique (application web) produite par des ingénieurs de Google sur leur temps libre, puis reprise par le Zygote Media Group. 

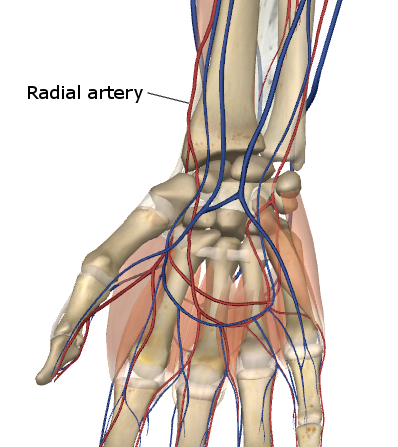
Exemple de représentation anatomique produite avec Zygote Body

Elle présente une modélisation 3D du corps humain, manipulable via le clavier et la souris. 
Le modèle superpose au squelette des couches de tissus musculaires et de tendons, le système vasculaire (vaisseaux sanguins) qui peuvent être rendus transparentes pour permettre une meilleure vision et étude des différentes parties du corps. L'anatomie est simplifiée (par exemple les veinules ou artérioles, etc. n'apparaissent pas).
La plupart des organes et parties anatomiques du corps sont nommées (en anglais).  

## Technique
Les modèles humains sont basés sur des bases de données anatomiques collectées par le Zygote Media Group. 
Le site internet utilise JavaScript et WebGL pour l'animation 3D des images via le navigateur web (web-browser), sans que l'utilisateur ait besoin de télécharger de plug-ins externes.

## Histoire du projet

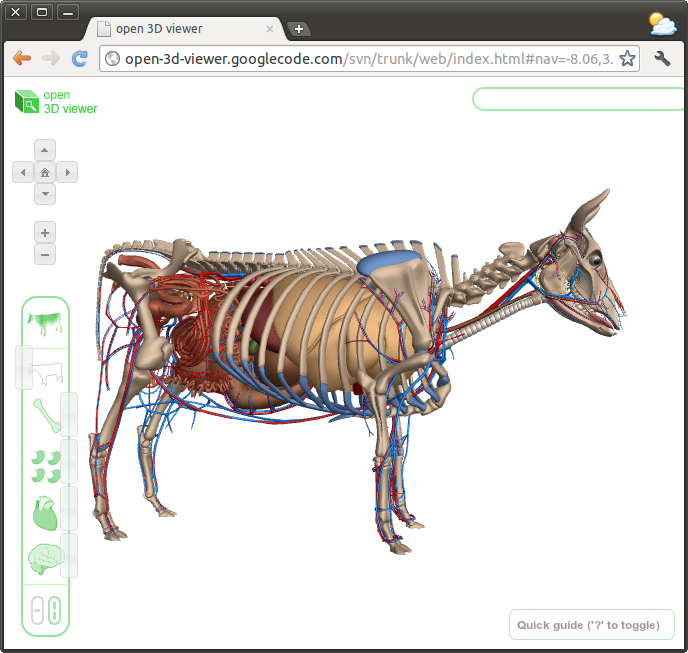
The Google Cow model, now part of the open-3d-viewer project

Zygote Body fait suite à un autre projet : Google Body lancé le 15 décembre 2010. Comme poisson d'avril 2011, les utilisateurs ont été gratifiés d'un organisme entier de vache (modélisé) en guise de page d'accueil et toujours disponible Le modèle bovin 3D est toujours disponible dans le cadre du projet de viewer open source 3D.  open-3d-viewer open source project.
En même temps que la fermeture annoncée de Google Labs, il a été dit que le site Google Body fermerait, mais qu'il continuerait à être maintenu par   Zygote Body. 

Le 13 octobre 2011, le site Google Body a été fermé, puis rouvert le 9 janvier 2012 sous le nom Zygote Body et la base de données et les codes de base ont été mis à disposition (comme ceux du modèle de la vache Google) comme démo et projet open source/open data dit Open-3d-viewer,.